# Michelbach an der Bilz

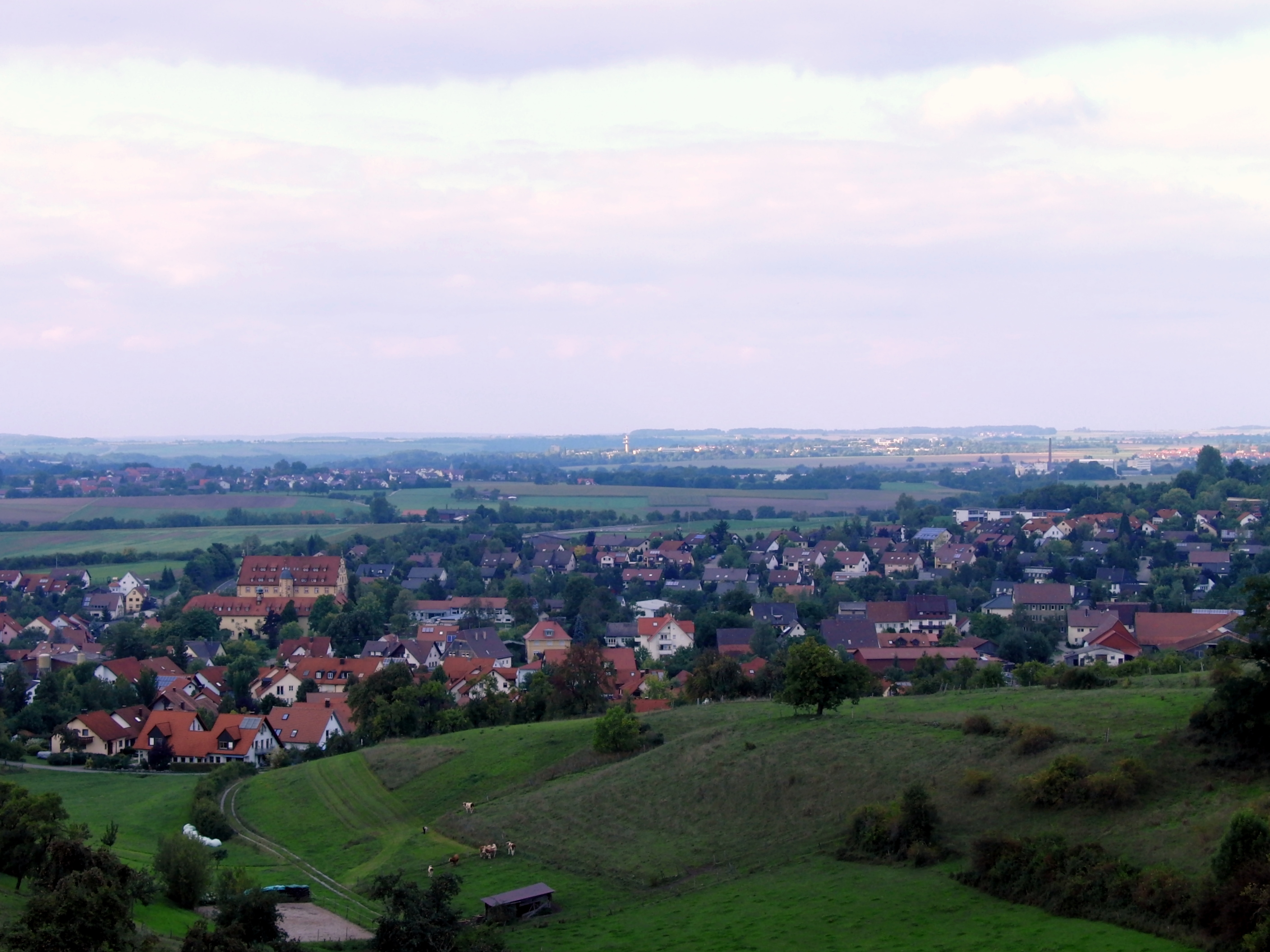
Blick auf Michelbach von der südlicher gelegenen Bilz, dem Hausberg des Dorfes

Michelbach an der Bilz ist eine Gemeinde im Landkreis Schwäbisch Hall im fränkisch geprägten Nordosten Baden-Württembergs.

## Geografie

### Geografische Lage
Michelbach an der Bilz liegt am Rand der Limpurger Berge 5 km südlich der Kreisstadt Schwäbisch Hall. Die Gemeinde hat Anteil an den Naturräumen Schwäbisch-Fränkische Waldberge und Hohenloher-Haller Ebene. Durch das Hauptdorf zieht der an seinem Ostrand entstehende und namengebende Michelbach westlich zum nahen Kocher.

### Gemeindegliederung
Zur Gemeinde Michelbach an der Bilz gehören die Dörfer Michelbach an der Bilz, Gschlachtenbretzingen, Hirschfelden und Rauhenbretzingen, die Weiler Buchhorn, die Höfe Einkorn und Neumühle und die Häuser Bahnhof Wilhelmsglück, Burgbretzingen, Engelsburg, Hagenhof, Steinbrück und Ziegelhütte sowie die abgegangenen Siedlungen Adelbacher Wirtshaus, Berwinkel, Burg Bretzingen, Burg Hirschfelden, Kohlhäu, Kohlhofen, Lobingsforst, Sarlachen und, nicht mit Sicherheit belegt, die Burg Entsee.

### Flächenaufteilung
Nach Daten des Statistischen Landesamtes, Stand 2014.

### Nachbargemeinden
Die Gemeinde grenzt im Norden an die Kreisstadt Schwäbisch Hall, im Osten an Obersontheim, im Süden an die Stadt Gaildorf und im Westen an Rosengarten.

## Geschichte
1095 wurde das Dorf Michaelbach erstmals urkundlich erwähnt, welches wohl als fränkische Grenzsiedlung zur Sicherung des Königshofs in Vellberg entstanden war. Die Herrschaft am Ort war im Mittelalter als Kondominat sehr heterogen verteilt. Einigen Anteil an der Grundherrschaft hatte das Kloster Comburg. Es gelang den Schenken von Limpurg jedoch allmählich, die Herrschaftsrechte am Ort zu erwerben und in ihrer Hand zu bündeln. Schon seit 1433 besaßen sie dort die Hochgerichtsbarkeit. Von 1609 bis 1619 ließ Wilhelm Schenk von Limpurg in Michelbach das ursprünglich als Witwensitz für seine Gemahlin Dorothea vorgesehene Renaissanceschloss errichten. Da Dorothea jedoch 16 Monate vor ihrem Mann starb, wurde das Schloss niemals als Domizil genutzt, sondern fand zunächst lediglich eine Verwendung als Speichergebäude. 1746 erbten die Grafen von Löwenstein-Wertheim-Virneburg sämtliche Rechte der Schenken von Limpurg für die Grafschaft Limpurg-Sontheim und übten bis 1806 die Landesherrschaft über Michelbach aus. 1806 fiel der Ort an das Königreich Württemberg. Seit 1809 war Michelbach Bestandteil des Oberamts Gaildorf. 1926 eröffnete Ludwig Wunder ein Landerziehungsheim im Schloss. Bei der Kreisreform während der NS-Zeit in Württemberg gelangte Michelbach 1938 zum Landkreis Schwäbisch Hall. 1945 bis 1952 gehörte die Gemeinde zum Nachkriegsland Württemberg-Baden, das 1945 in der Amerikanischen Besatzungszone gegründet worden war, ab 1952 zum neuen Bundesland Baden-Württemberg. In der Nachkriegszeit entstand im Schloss eine Aufbauschule und schließlich ein Gymnasium der evangelischen Kirche, aus dem das Evangelische Schulzentrum Michelbach hervorging. 

## Religionen
Seit der Reformation ist Michelbach evangelisch geprägt. Auch heute gibt es lediglich eine evangelische Kirche im Ort. Die evangelische Kirchengemeinde Michelbach an der Bilz liegt im Kirchenbezirk Gaildorf und ist Bestandteil der Evangelischen Landeskirche in Württemberg. Die römisch-katholischen Gläubigen sind nach Schwäbisch Hall eingepfarrt.

## Politik

### Verwaltungsgemeinschaft
Michelbach gehört der Vereinbarten Verwaltungsgemeinschaft der Stadt Schwäbisch Hall an.

### Gemeinderat
In Michelbach an der Bilz wird der Gemeinderat nach dem Verfahren der unechten Teilortswahl gewählt. Dabei kann sich die Zahl der Gemeinderäte durch Überhangmandate verändern. 2024 umfasst der Gemeinderat 14 Personen. Er besteht aus den gewählten ehrenamtlichen Gemeinderäten und dem Bürgermeister als Vorsitzendem. Der Bürgermeister ist im Gemeinderat stimmberechtigt.
Die Kommunalwahl am 9. Juni 2024 führte zu folgendem Endergebnis. Die Wahlbeteiligung lag bei 65,34 %.
| Liste                   | Stimmenanteil | Sitze |
| Freie Wählervereinigung | 45,28 %       | 6     |
| Unabhängige Bürger      | 54,72 %       | 8     |

### Wappen
Blasonierung: In Blau ein goldener Schenkenbecher.
Der Schenkenbecher erinnert an die Schenken von Limpurg und ihre jahrhundertelangen Beziehungen zur Gemeinde. Das Wappen wurde am 29. Juni 1957 vom Innenministerium Baden-Württemberg verliehen.

### Bürgermeister
- 1948–1952: Alfred Hartmann
- 1952–1959: Erich Specht
- 1959–1971: Helmut Maaß
- 1972–2008: Volker Schneider
- 2008–2024: Werner Dörr
- seit 2024: André Dörr

André Dörr wurde am 25. Februar 2024 mit 83,2 Prozent der Stimmen zum Bürgermeister gewählt.

## Wirtschaft und Infrastruktur

### Verkehr
Michelbach besaß früher einen Bahnhof (Wilhelmsglück) an der Bahnstrecke Waiblingen–Schwäbisch Hall-Hessental, der aber inzwischen für den Personenverkehr geschlossen und zur Ausweichanschlussstelle zurückgebaut wurde. Nächstgelegener Bahnhof ist nun Schwäbisch Hall-Hessental. Gegenwärtig befindet sich dort eine Umladestation von Erdaushub aus dem Bahnprojekt Stuttgart 21, der zur Verfüllung des Kalksteinbruchs Wilhelmsglück verwendet wird.

### Öffentliche Einrichtungen
Die Freiwillige Feuerwehr Michelbach an der Bilz besteht aus den Abteilungen Einsatzabteilung, Jugendfeuerwehr, Spielmannszug und Alters- und Ehrenabteilung. Die Einsatzabteilung ist gegliedert in die zwei Abteilungen Michelbach und Gschlachtenbretzingen.
Sportliche Aktivitäten gibt es in Michelbach vom Turn- und Sportverein und Tennis Club Michelbach.

## Bildung
In Michelbach gibt es zwei kommunale und einen evangelischen Kindergarten, einen Waldkindergarten und eine Grundschule. Hinzu kommt das Evangelische Schulzentrum Michelbach (ESZM), das eine Realschule, ein Aufbaugymnasium, ein Gymnasium und ein Internat umfasst. Bestandteil des ESZM ist auch die „Unicorns Academy“, ein Sportinternat in Kooperation mit dem American Football Team der Schwäbisch Hall Unicorns.

## Kultur und Sehenswürdigkeiten
Michelbach liegt an der Schwäbischen Dichterstraße, die an vielen Sehenswürdigkeiten vorbeiführt.

### Bauwerke
Das Anfang des 17. Jahrhunderts erbaute Schloss beherbergte später Bildungseinrichtungen wie ein Landerziehungsheim und ein Aufbaugymnasium. Mittlerweile sind dort die Internats-Schüler des Ev. Schulzentrums Michelbach untergebracht.

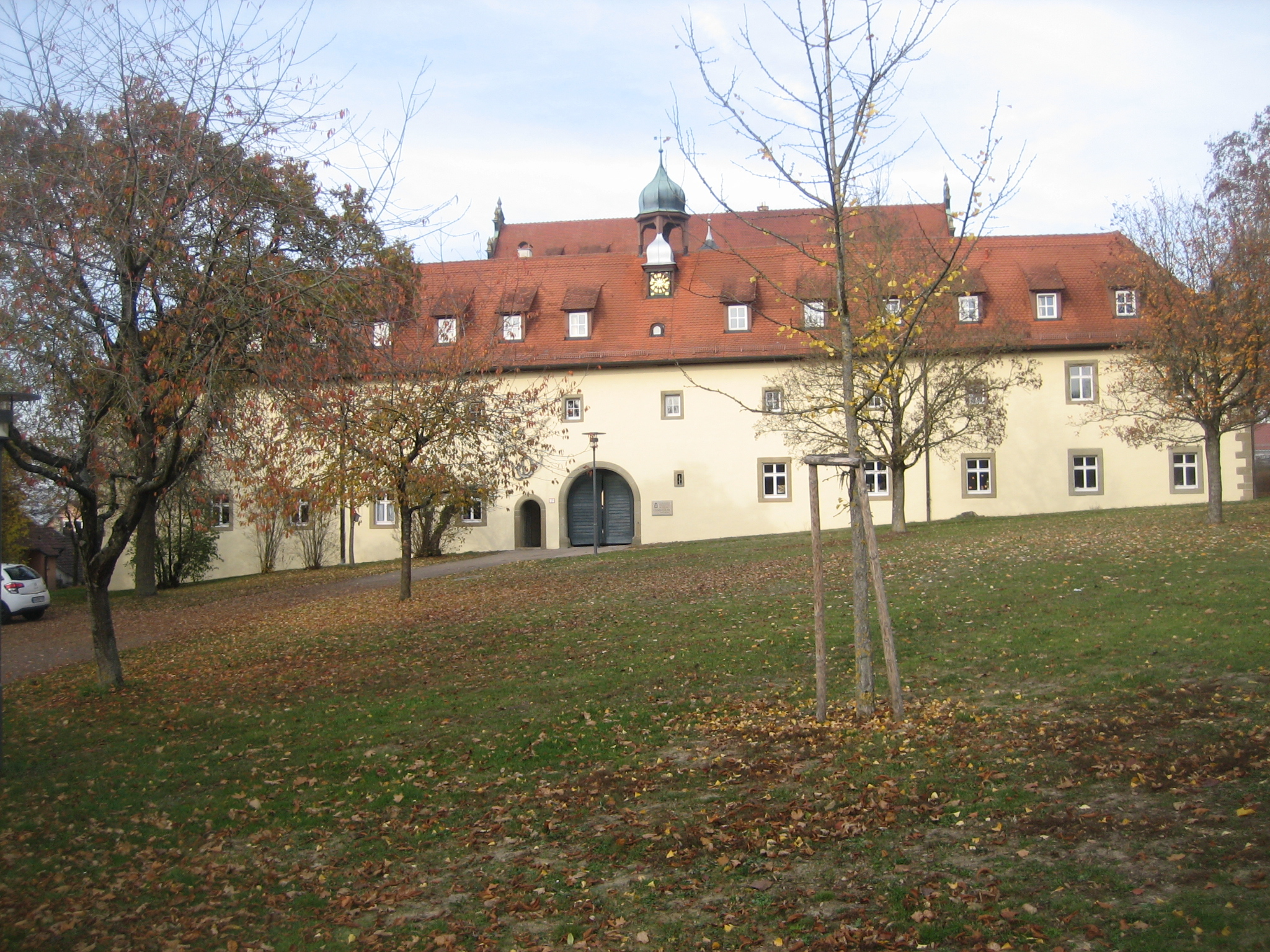
Schloss (2018)

Auf einem Ausläufer der Limpurger Berge bei Buchhorn befinden sich die Reste der Burg Buchhorn.

## Persönlichkeiten

### Ehrenbürger
Die Gemeinde Michelbach an der Bilz ernannte zu Ehrenbürgern:
- Karl Sträb (1858–1939), Lehrer und Heimatkundler, Ehrenbürger seit 1924
- Johann Schulthes (1897–1948), Gemeinderatsmitglied, Ehrenbürger seit 1933
- Rudolf Then (1889–1982), Fabrikant, Ehrenbürger seit 1964
- Volker Schneider (* 1944), langjähriger Bürgermeister, Ehrenbürger seit 2008

### Söhne und Töchter der Gemeinde
- Hans Jacob Spiegler (1570/1580 – vor 1658), Maler im Dienst der württembergischen Herzöge (in Buchhorn)
- Albert Schwegler (1819–1857), Theologe, Philosoph und Historiker
- Friedrich Hartmann (1841–1901), Reichstags- und Landtagsabgeordneter
- Konrad Weiß (1880–1940), Dichter im Umfeld des politischen Katholizismus
- Uwe Nittel (* 1969), Rallye-Fahrer

### Sonstige mit Michelbach verbundene Personen
- Ludwig Wunder (1878–1949), Reformpädagoge, gründete das vegetarische Landerziehungsheim im Schloss Michelbach
- Willi Lauk (1913–1965), Politiker (CDU), lebte in Michelbach
- Ulrich Lang (1933–2018), Pädagoge und Politiker (SPD)
- Tadesse Söhl (um 1970–1981), äthiopisches Adoptivkind, nahm sich mit etwa 11 Jahren das Leben